# Сушилкин, Константин Фёдорович
Константин Фёдорович Сушилкин (29.05.1920 — 09.02.1999) — командир 45-мм орудия артиллерийской батареи 88-го гвардейского стрелкового полка (33-я гвардейская стрелковая Севастопольская ордена Суворова дивизия, 2-я гвардейская армия 3-й Белорусский фронт), гвардии старший сержант, участник Великой Отечественной войны, кавалер ордена Славы трёх степеней.

## Биография
Родился 29 мая 1920 года в деревне Марьино ныне Бутурлинского района Нижегородской области в семье крестьянина. Русский. Окончил 4 класса сельской школы и до призыва на срочную службу в 1940 году работал в местном колхозе.
В Красной Армии с 1940 года. На фронте в Великую Отечественную войну с сентября 1942 года. Боевое крещение принял в оборонительных боях под городом Калач на Сталинградском фронте, затем воевал на 4-м Украинском, 1-м Прибалтийском и 3-м Белорусском фронтах. Весь боевой путь прошёл в составе 88-го гвардейского стрелкового полка (33-я гвардейская стрелковая дивизия) наводчиком, затем командиром 45-мм орудия.
За отличие в ходе наступательных боёв в августе 1943 года был награждён медалью «За отвагу». 
Наводчик 45-мм орудия 88-го гвардейского стрелкового полка (33-я гвардейская стрелковая дивизия, 51-я армия, 4-й Украинский фронт) гвардии старший сержант Сушилкин К. Ф. с расчётом 19 апреля 1944 года в 8 км северо- восточнее города Севастополь огнём из орудия уничтожил 2 вражеских миномёта, пулемётную точку, чем способствовал продвижению стрелковых подразделений. 8 мая 1944 года при овладении высотой у Северной бухты истребил свыше 10 гитлеровцев.
Приказом по 33-й гвардейской стрелковой дивизии от 19 мая 1944 года гвардии старший сержант Сушилкин Константин Фёдорович награждён орденом Славы 3-й степени. 
7 октября 1944 года К. Ф. Сушилкин вновь отличился в бою и был награждён 2-й медалью «За отвагу».
Командир орудия артбатареи Сушилкин К. Ф. во главе расчёта 28.7-28.8.1944 года в боях в районе населённых пунктов Гринкишкис (Радвилишкский район, Литва) и Кельме прямой наводкой разбил пулемётную точку, автомашину, подавил миномётную батарею, истребил до взвода вражеской пехоты. 
Приказом по войскам 2-й гвардейской армии от 28 октября 1944 года Сушилкин Константин Фёдорович награждён орденом Славы 2-й степени.
В конце января 1945 года в районе города Гумбиннен Калининградской области в бою уничтожил противотанковое орудие, 2 бронетранспортёра, 2 пулемётных точек и 3 грузовых автомашин и до 15 солдат противника.  
Указом Президиума Верховного Совета СССР от 19 апреля 1945 года за мужество, отвагу и бесстрашие, проявленные в боях с гитлеровскими захватчиками гвардии старший сержант Сушилкин Константин Фёдорович награждён орденом Славы 1-й степени.
Демобилизовавшись в июле 1945 года гвардии старший сержант вернулся на родину и работал трактористом в колхозе имени Мичурина Бутурлинского района, в 1978 году переехал жить в город Горький (ныне Нижний Новгород).
Скончался 9 февраля 1999 года. Похоронен на кладбище села Большая Ельня Кстовского района Нижегородской области.

## Награды
- Орден Отечественной войны I степени (11.03.1985)[6]

- Полный кавалер ордена Славы:
  - орден Славы I степени (19.4.1945)[7];
  - орден Славы II степени (28.10.1944)[8];
  - орден Славы III степени (19.5.1944)[9];
- медали, в том числе:
  - «За отвагу» (29.8.1943)[10];
  - «За отвагу» (03.11.1944)[11];
  - «За оборону Сталинграда» (9.6.1945)[12];

- - «В ознаменование 100-летия со дня рождения Владимира Ильича Ленина» (6 апреля 1970)
  - «За победу над Германией в Великой Отечественной войне 1941—1945 гг.» (9 мая 1945[13])[14];
  - «За взятие Кёнигсберга» (9.6.1945)[12];
  - «20 лет Победы в Великой Отечественной войне 1941—1945 гг.» (7 мая 1965[15])
  - «30 лет Победы в Великой Отечественной войне 1941—1945 гг.»[16]
  - 40 лет Победы в Великой Отечественной войне 1941—1945 гг.[17]
  - Юбилейная медаль «50 лет Победы в Великой Отечественной войне 1941—1945 гг.»[18]
  - «30 лет Советской Армии и Флота»[19]
  - «40 лет Вооружённых Сил СССР»[20]

- - «50 лет Вооружённых Сил СССР» (26 декабря 1967[21])
- Знак «25 лет победы в Великой Отечественной войне» (1970)

## Память
- На могиле установлен надгробный памятник
- Его имя увековечено в Главном Храме Вооружённых сил России, и навсегда запечатлено на мемориале «Дорога памяти»
- На доме, где он жил (г. Нижний Новгород, Нижегородский район, курортный посёлок Зелёный город - 2), установлена мемориальная доска[22].
- Его имя увековечено на аллее Славы Бутурлинского муниципального округа на центральной улице рабочего посёлка Бутурлино[23].